# Nordderby
A Nordderby, azaz "északi derbi" a Hamburger SV és a Werder Bremen labdarúgócsapatok - Észak-Németország két legsikeresebb és legnépszerűbb klubja - egymás elleni rangadója.

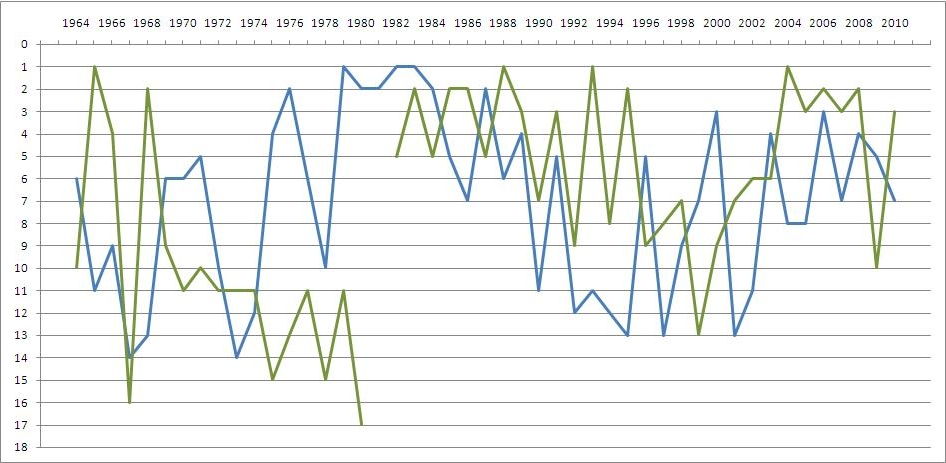
A HSV és a Werder helyezései a bajnokságban 1965 és 2010 közt.

A két klub először 1927-ben játszott egymás ellen, akkor a HSV nyert 4-1-re.
A Bundesliga 1963-as megalapítása óta évente kétszer kerül sor a rangadóra. (Az 1980-1981-es szezon kivétel volt, mert akkor a Werder a másodosztályban játszott.)
A 139 egymás elleni mérkőzésből eddig a Werder 50-szer győzött, de ez csak kettővel haladja meg a HSV győzelmeinek számát. 41 mérkőzés zárult döntetlennel.
A 40-50 ezer, vagy még ennél is több néző nem ritka a klubok találkozóin.

## Története
A HSV-nek hamburgi riválisa is van, az FC St. Pauli, de viszonylag kevésszer kerültek szembe egymással, mivel az utóbbi története jórészében alsóbb osztályokban szerepelt. Emiatt a HSV szurkolói a Werdert tekintik a fő riválisnak. A HSV és a Werder találkozóikor erős a rendőri jelenlét, hogy megelőzzék a két szurkolótábor összecsapását. 1982-ben a Lions nevű hamburgi szurkolói csoport tagjai rátámadtak egy brémai szurkolóra, aki másnap belehalt a sérüléseibe. Ez volt az első erőszakos halál a német futball történetében. Mint sok más futballversengés esetében, a két város - Hamburg és Bréma - már a futball megjelenése előtt is rivalizált egymással.
A két csapat közti versengés a 2008-2009-es szezonban csúcspontjára hágott, amikor a csapatok 18 nap leforgása alatt négyszer csaptak össze. Április 22-én a DFB-Pokal (a német kupa) elődöntőjében 120 perc után 1-1 volt az állás és a Werder 4:2 arányban büntetőkkel jutott tovább. Ez volt az első büntetőpárbaj a két csapat közt. Nyolc nappal később a HSV idegenben 1-0-ra nyert az UEFA Kupa elődöntő első mérkőzésén, mégis a Werder jutott tovább idegenben rúgott góllal, mivel a visszavágón 3-2-re győzött. Három nappal később ismét találkozott a két csapat a brémai Weserstadionban és a Werder 2-0-ra győzött, effektíve szétzúzva a HSV reményeit a ligagyőzelemre. A Werder megnyerte a DFB-Pokal kupát, de vesztett az UEFA Kupa döntőjében.

## Eredmények
2010. decemberéig.
| Szezon  | Dátum      | Verseny       | Hazai csapat | Eredmény  | Vendégcsapat | Hazai góllövők                                                                      | Vendéggóllövők                                            | Nézőszám | Meccsösszefoglaló (németül) |
| ------- | ---------- | ------------- | ------------ | --------- | ------------ | ----------------------------------------------------------------------------------- | --------------------------------------------------------- | -------- | --------------------------- |
| 1963–64 | 12-10-1963 | Bundesliga    | Werder       | 4–2       | HSV          | Zebrowski 10', Schütz 14', 49', 79'                                                 | C. Dörfel 25', U. Seeler 55'                              | 40,000   | report                      |
| 1963–64 | 26-03-1964 | Bundesliga    | HSV          | 1–1       | Werder       | U. Seeler 2'                                                                        | Jung 13'                                                  | 25,000   | report                      |
| 1964–65 | 26-09-1964 | Bundesliga    | Werder       | 0–0       | HSV          | -                                                                                   | -                                                         | 40,000   | report                      |
| 1964–65 | 13-02-1965 | Bundesliga    | HSV          | 0–4       | Werder       | -                                                                                   | Matischak 16', 26', D. Seeler 78' (o.g.), Schütz 80'      | 50,000   | report                      |
| 1965–66 | 11-12-1965 | Bundesliga    | Werder       | 2–0       | HSV          | Danielsen 14', Höttges 17'                                                          | -                                                         | 18,000   | report                      |
| 1965–66 | 21-05-1966 | Bundesliga    | HSV          | 1–3       | Werder       | Pohlschmidt 32'                                                                     | Soya 24', Piechowiak 33' (o.g.), Schulz 52'               | 20,000   | report                      |
| 1966–67 | 24-09-1966 | Bundesliga    | Werder       | 5–1       | HSV          | Höttges 7', Zebrowski 8', Schütz 42', Schweighöfer 52', Danielsen 63'               | Kurbjuhn 55'                                              | 18,000   | report                      |
| 1966–67 | 25-02-1967 | Bundesliga    | HSV          | 1–1       | Werder       | U. Seeler 29'                                                                       | Hänel 18'                                                 | 22,000   | report                      |
| 1967–68 | 19-08-1967 | Bundesliga    | Werder       | 1–4       | HSV          | Rupp 10'                                                                            | Schulz 43', B. Dörfel 65', Kurbjuhn 79', C. Dörfel 88'    | 40,000   | report                      |
| 1967–68 | 06-01-1968 | Bundesliga    | HSV          | 2–1       | Werder       | Hönig 35', 52'                                                                      | Rupp 66'                                                  | 14,174   | report                      |
| 1968–69 | 04-09-1968 | Bundesliga    | HSV          | 5–2       | Werder       | C. Dörfel 36', Pötzschke 42', U. Seeler 55', 74', Hönig 90'                         | Görts 25', Schütz 49'                                     | 18,000   | report                      |
| 1968–69 | 01-02-1969 | Bundesliga    | Werder       | 1–1       | HSV          | Görts 14'                                                                           | Schulz 69'                                                | 30,000   | report                      |
| 1969–70 | 06-09-1969 | Bundesliga    | Werder       | 1–1       | HSV          | Windhausen 22'                                                                      | U. Seeler 38'                                             | 35,000   | report                      |
| 1969–70 | 14-04-1970 | Bundesliga    | HSV          | 2–2       | Werder       | Hellfritz 49', Hönig 89'                                                            | Schütz 82', Höttges 88'                                   | 10,000   | report                      |
| 1970–71 | 10-10-1970 | Bundesliga    | HSV          | 1–1       | Werder       | Hönig 64'                                                                           | Windhausen 86'                                            | 13,000   | report                      |
| 1970–71 | 17-04-1971 | Bundesliga    | Werder       | 2–2       | HSV          | Schmidt 28', Lorenz 87'                                                             | Hönig 63', Klier 88'                                      | 25,000   | report                      |
| 1971–72 | 27-11-1971 | Bundesliga    | HSV          | 2–1       | Werder       | Volkert 61', Zaczyk 71'                                                             | Weist 86'                                                 | 18,000   | report                      |
| 1971–72 | 14-02-1972 | DFB-Cup R2    | Werder       | 4–2       | HSV          | Kamp 35', Neuberger 40', Hasebrink 61', Höttges 86'                                 | Zaczyk 19', 39'                                           | 15,000   | report                      |
| 1971–72 | 22-02-1972 | DFB-Cup R2    | HSV          | 1–0       | Werder       | U. Seeler 77'                                                                       | -                                                         | 14,000   | report                      |
| 1971–72 | 24-06-1972 | Bundesliga    | Werder       | 4–0       | HSV          | Höttges 16', 44', Neuberger 47', Weist 52'                                          | -                                                         | 8,000    | report                      |
| 1972–73 | 18-11-1972 | Bundesliga    | HSV          | 2–2       | Werder       | Volkert 3', 43'                                                                     | Kaltz 68' (o.g.), Laumen 70'                              | 14,000   | report                      |
| 1972–73 | 05-05-1973 | Bundesliga    | Werder       | 1–4       | HSV          | Görts 28'                                                                           | Heese 5', 8', Memering 13', Nogly 85'                     | 16,000   | report                      |
| 1973–74 | 25-08-1973 | Bundesliga    | Werder       | 1–1       | HSV          | Weist 73'                                                                           | Nogly 88'                                                 | 26,000   | report                      |
| 1973–74 | 26-01-1974 | Bundesliga    | HSV          | 3–0       | Werder       | Zaczyk 15', Hönig 61', Volkert 71'                                                  | -                                                         | 23,000   | report                      |
| 1974–75 | 21-12-1974 | Bundesliga    | Werder       | 1–0       | HSV          | Weist 76'                                                                           | -                                                         | 36,000   | report                      |
| 1974–75 | 07-06-1975 | Bundesliga    | HSV          | 2–0       | Werder       | Björnmose 33' Reimann 37'                                                           | -                                                         | 24,000   | report                      |
| 1975–76 | 22-11-1975 | Bundesliga    | Werder       | 1–3       | HSV          | Görts 78'                                                                           | Reimann 35', Bertl 39', Memering 67'                      | 37,000   | report                      |
| 1975–76 | 29-05-1976 | Bundesliga    | HSV          | 1–2       | Werder       | Memering 43'                                                                        | Görts 22', Aslund 40'                                     | 24,000   | report                      |
| 1976–77 | 21-08-1976 | Bundesliga    | Werder       | 2–2       | HSV          | Röber 40', Konschal 60'                                                             | Steffenhagen 30', 56'                                     | 37,000   | report                      |
| 1976–77 | 22-01-1977 | Bundesliga    | HSV          | 5–3       | Werder       | Memering 19', Volkert 67', 72', Steffenhagen 70', Reimann 88'                       | Görts 45', Bracht 82', Meininger 89'                      | 18,000   | report                      |
| 1977–78 | 24-09-1977 | Bundesliga    | Werder       | 1–2       | HSV          | Meininger 71'                                                                       | Keller 32', Keegan 48'                                    | 36,000   | report                      |
| 1977–78 | 18-02-1978 | Bundesliga    | HSV          | 1–1       | Werder       | Bertl 14'                                                                           | Glowacz 28'                                               | 19,000   | report                      |
| 1978–79 | 19-08-1978 | Bundesliga    | Werder       | 1–1       | HSV          | Wunder 5'                                                                           | Reimann 66'                                               | 28,000   | report                      |
| 1978–79 | 14-03-1979 | Bundesliga    | HSV          | 2–2       | Werder       | Kaltz 13', Hartwig 46'                                                              | Möhlmann 83', Reinders 90'                                | 40,000   | report                      |
| 1979–80 | 20-10-1979 | Bundesliga    | Werder       | 1–1       | HSV          | Röber 72'                                                                           | Hrubesch 88'                                              | 40,000   | report                      |
| 1979–80 | 22-03-1980 | Bundesliga    | HSV          | 5–0       | Werder       | Hrubesch 16', 82', 86', Milewski 42', Jakobs 60'                                    | -                                                         | 31,000   | report                      |
| 1981–82 | 28-11-1981 | Bundesliga    | Werder       | 3–2       | HSV          | Reinders 6', 8', Kostedde 68'                                                       | Bastrup 25', Magath 87'                                   | 40,000   | report                      |
| 1981–82 | 15-05-1982 | Bundesliga    | HSV          | 5–0       | Werder       | Hrubesch 40', 51', 67', Magath 48', Bastrup 73'                                     | -                                                         | 53,400   | report                      |
| 1982–83 | 25-08-1982 | Bundesliga    | HSV          | 1–1       | Werder       | Jakobs 22'                                                                          | Völler 5'                                                 | 25,000   | report                      |
| 1982–83 | 16-10-1982 | DFB Cup R2    | HSV          | 3–2       | Werder       | Hrubesch 22', Bastrup 49', 52'                                                      | Schaaf 15', Otten 85'                                     | 20,000   | report                      |
| 1982–83 | 29-01-1983 | Bundesliga    | Werder       | 3–2       | HSV          | Völler 43', Neubarth 45', Möhlmann 65'                                              | Bastrup 49', Jakobs 87'                                   | 40,000   | report                      |
| 1983–84 | 23-09-1983 | Bundesliga    | Werder       | 0–0       | HSV          | -                                                                                   | -                                                         | 40,800   | report                      |
| 1983–84 | 17-03-1984 | Bundesliga    | HSV          | 4–0       | Werder       | Wuttke 9', Rolff 14', Hartwig 54', Magath 90'                                       | -                                                         | 46,000   | report                      |
| 1984–85 | 20-10-1984 | Bundesliga    | Werder       | 5–2       | HSV          | Reinders 43', Völler 54', 81' Neubarth 64', Meier 64'                               | von Heesen 42', Kaltz 87'                                 | 35,000   | report                      |
| 1984–85 | 03-04-1985 | Bundesliga    | HSV          | 2–0       | Werder       | Magath 32', von Heesen 53'                                                          | -                                                         | 50,000   | report                      |
| 1985–86 | 31-08-1985 | Bundesliga    | Werder       | 2–0       | HSV          | Neubarth 13', Wolter 79'                                                            | -                                                         | 35,000   | report                      |
| 1985–86 | 01-02-1986 | Bundesliga    | HSV          | 0–1       | Werder       | -                                                                                   | Burgsmüller 56'                                           | 44,000   | report                      |
| 1986–87 | 16-08-1986 | Bundesliga    | HSV          | 3–0       | Werder       | Gründel 5', 28', Kaltz 71'                                                          | -                                                         | 46,000   | report                      |
| 1986–87 | 28-02-1987 | Bundesliga    | Werder       | 2–1       | HSV          | Völler 13', 46'                                                                     | Kastl 70'                                                 | 32,000   | report                      |
| 1987–88 | 14-11-1987 | Bundesliga    | HSV          | 0–0       | Werder       | -                                                                                   | -                                                         | 34,600   | report                      |
| 1987–88 | 14-05-1988 | Bundesliga    | Werder       | 1–4       | HSV          | Meier 37'                                                                           | Möhlmann 39', Bein 70', Labbadia 77', 87'                 | 38,000   | report                      |
| 1988–89 | 23-07-1988 | Bundesliga    | Werder       | 2–1       | HSV          | Riedle 73', Burgsmüller 86'                                                         | Spörl 14'                                                 | 24,594   | report                      |
| 1988–89 | 18-02-1989 | Bundesliga    | HSV          | 2–0       | Werder       | Bein 47', von Heesen 62'                                                            | -                                                         | 21,000   | report                      |
| 1988–89 | 29-03-1989 | DFB Cup QF    | HSV          | 0–1       | Werder       | -                                                                                   | Riedle 37'                                                | 30,000   | report                      |
| 1989–90 | 20-09-1989 | Bundesliga    | HSV          | 4–0       | Werder       | Eck 37', Ballwanz 40', von Heesen 67', Bode 85'                                     | -                                                         | 14,000   | report                      |
| 1989–90 | 31-03-1990 | Bundesliga    | Werder       | 2–1       | HSV          | Bockenfeld 34', Eilts 43'                                                           | Furtok 11'                                                | 21,679   | report                      |
| 1990–91 | 01-09-1990 | Bundesliga    | Werder       | 3–1       | HSV          | Allofs 13', Hermann 50', Rufer 83'                                                  | Eck 45'                                                   | 20,441   | report                      |
| 1990–91 | 15-03-1991 | Bundesliga    | HSV          | 3–2       | Werder       | Beiersdorfer 8', Furtok 25', Stratos 89'                                            | Bratseth 80', Rufer 90'                                   | 43,000   | report                      |
| 1991–92 | 17-08-1991 | DFB Cup R2    | Werder       | 3–1       | HSV          | Rufer 3', Kohn 28', 30'                                                             | Furtok 7'                                                 | 19,400   | report                      |
| 1991–92 | 10-11-1991 | Bundesliga    | HSV          | 0–1       | Werder       | -                                                                                   | Hermann 22'                                               | 20,600   | report                      |
| 1991–92 | 28-04-1992 | Bundesliga    | Werder       | 1–1       | HSV          | Kohn 21'                                                                            | Eck 58'                                                   | 20,000   | report                      |
| 1992–93 | 04-12-1992 | Bundesliga    | HSV          | 0–0       | Werder       | -                                                                                   | -                                                         | 46,000   | report                      |
| 1992–93 | 29-05-1993 | Bundesliga    | Werder       | 5–0       | HSV          | Herzog 32', 90', Rufer 37', 87', Kohn 70'                                           | -                                                         | 38,395   | report                      |
| 1993–94 | 24-10-1993 | Bundesliga    | Werder       | 0–2       | HSV          | -                                                                                   | Bäron 32', 44'                                            | 36,669   | report                      |
| 1993–94 | 27-10-1993 | DFB Cup R4    | Werder       | 4–2       | HSV          | Herzog 13', Hobsch 74', Neubarth 86', Rufer 90'                                     | von Heesen 49', Ivanauskas 64'                            | 34,400   | report                      |
| 1993–94 | 09-04-1994 | Bundesliga    | HSV          | 1–1       | Werder       | Bäron 41'                                                                           | Herzog 6'                                                 | 36,950   | report                      |
| 1994–95 | 06-10-1994 | Bundesliga    | Werder       | 1–4       | HSV          | Beszcsasztnih 12'                                                                   | Lecskov 29', Hubcsev 38', Wiedener 45' (o.g.), Zárate 80' | 38,878   | report                      |
| 1994–95 | 02-04-1995 | Bundesliga    | HSV          | 0–0       | Werder       | -                                                                                   | -                                                         | 42,000   | report                      |
| 1995–96 | 18-08-1995 | Bundesliga    | HSV          | 3–3       | Werder       | Breitenreiter 14', 25', Spörl 51'                                                   | Hobsch 31', 79', Basler 91'                               | 32,247   | report                      |
| 1995–96 | 05-03-1996 | Bundesliga    | Werder       | 2–1       | HSV          | Scholz 3', Cardoso 33'                                                              | Spörl 33'                                                 | 29,000   | report                      |
| 1996–97 | 02-11-1996 | Bundesliga    | Werder       | 0–0       | HSV          | -                                                                                   | -                                                         | 35,400   | report                      |
| 1996–97 | 03-04-1997 | Bundesliga    | HSV          | 3–2       | Werder       | Cardoso 6', Spörl 18', Mason 62'                                                    | Kovačević 77' (o.g.), Bode 90'                            | 31,392   | report                      |
| 1997–98 | 17-10-1997 | Bundesliga    | Werder       | 0–0       | HSV          | -                                                                                   | -                                                         | 34,800   | report                      |
| 1997–98 | 27-03-1998 | Bundesliga    | HSV          | 2–1       | Werder       | Dembiński 78', Yeboah 90'                                                           | Bode 25'                                                  | 38,261   | report                      |
| 1998–99 | 23-10-1998 | Bundesliga    | HSV          | 1–1       | Werder       | Yeboah 58'                                                                          | Maksymov 86'                                              | 29,052   | report                      |
| 1998–99 | 13-04-1999 | Bundesliga    | Werder       | 0–0       | HSV          | -                                                                                   | -                                                         | 34,486   | report                      |
| 1999–00 | 21-11-1999 | Bundesliga    | Werder       | 2–1       | HSV          | Bode 62', Aílton 81'                                                                | Butt 90'                                                  | 35,838   | report                      |
| 1999–00 | 15-04-200  | Bundesliga    | HSV          | 0–0       | Werder       | -                                                                                   | -                                                         | 52,800   | report                      |
| 2000–01 | 06-09-2000 | Bundesliga    | HSV          | 2–1       | Werder       | Barbarez 25', Hertzsch 82'                                                          | Bode 42'                                                  | 37,400   | report                      |
| 2000–01 | 03-02-2001 | Bundesliga    | Werder       | 3–1       | HSV          | Pizarro 45', 90', Aílton 71'                                                        | Heinz 57'                                                 | 31,500   | report                      |
| 2001–02 | 22-09-2001 | Bundesliga    | HSV          | 0–4       | Werder       | -                                                                                   | Aílton 13', Bode 34', Ernst 84', Stalteri 86'             | 43,000   | report                      |
| 2001–02 | 24-02-2002 | Bundesliga    | Werder       | 0–1       | HSV          | -                                                                                   | Romeo 74'                                                 | 32,300   | report                      |
| 2002–03 | 18-08-2002 | Bundesliga    | Werder       | 2–1       | HSV          | Harisztéasz 9', Wehlage 50'                                                         | Ujfaluši 20'                                              | 35,000   | report                      |
| 2002–03 | 02-02-2003 | Bundesliga    | HSV          | 1–0       | Werder       | Barbarez 56'                                                                        | -                                                         | 45,000   | report                      |
| 2003–04 | 29-11-2003 | Bundesliga    | HSV          | 1–1       | Werder       | Rahn 50'                                                                            | Ernst 27'                                                 | 55,500   | report                      |
| 2003–04 | 01-05-2004 | Bundesliga    | Werder       | 6–0       | HSV          | Barbarez 16' (o.g.), Ismaël 22', Klasnić 39', Aílton 48', Valdez 80', Szkripnik 84' | -                                                         | 42,500   | report                      |
| 2004–05 | 30-10-2004 | Bundesliga    | Werder       | 1–1       | HSV          | Schulz 74'                                                                          | Jarolím 22'                                               | 42,100   | report                      |
| 2004–05 | 09-04-2005 | Bundesliga    | HSV          | 1–2       | Werder       | Mahdavikia 58'                                                                      | Klose 8', Klasnić 70'                                     | 55,500   | report                      |
| 2005–06 | 18-12-2005 | Bundesliga    | Werder       | 1–1       | HSV          | Micoud 45'                                                                          | Kučuković 67'                                             | 42,100   | report                      |
| 2005–06 | 13-05-2006 | Bundesliga    | HSV          | 1–2       | Werder       | Barbarez 59'                                                                        | Klasnić 27', Klose 72'                                    | 57,000   | report                      |
| 2006–07 | 01-08-2006 | League Cup SF | Werder       | 2–1       | HSV          | Sanogo 70', Frings 82'                                                              | Zidán 50'                                                 | 27,650   | report                      |
| 2006–07 | 23-09-2006 | Bundesliga    | HSV          | 1–1       | Werder       | Reinhardt 69'                                                                       | Borowski 58'                                              | 57,000   | report                      |
| 2006–07 | 17-02-2007 | Bundesliga    | Werder       | 0–2       | HSV          | -                                                                                   | van der Vaart 42', 87'                                    | 42,100   | report                      |
| 2007–08 | 01-12-2007 | Bundesliga    | Werder       | 2–1       | HSV          | Sanogo 15', Pasanen 64'                                                             | van der Vaart 60'                                         | 42,100   | report                      |
| 2007–08 | 23-05-2008 | Bundesliga    | HSV          | 0–1       | Werder       | -                                                                                   | Almeida 50'                                               | 57,000   | report                      |
| 2008–09 | 23-11-2008 | Bundesliga    | HSV          | 2–1       | Werder       | Guerrero 6', Jansen 36'                                                             | Naldo 90'                                                 | 56,121   | report                      |
| 2008–09 | 22-04-2009 | DFB Cup SF    | HSV          | 1–1 1–3 p | Werder       | Olić 74'                                                                            | Diego 24'                                                 | 55,237   | report                      |
| 2008–09 | 30-04-2009 | UEFA Cup SF   | Werder       | 0–1       | HSV          | -                                                                                   | Trochowski 28'                                            | 37,500   | report                      |
| 2008–09 | 07-05-2009 | UEFA Cup SF   | HSV          | 2–3       | Werder       | Olić 13', 87'                                                                       | Diego 82', Pizarro 66', Baumann 83'                       | 51,000   | report                      |
| 2008–09 | 10-05-2009 | Bundesliga    | Werder       | 2–0       | HSV          | Almeida 34', 49                                                                     | -                                                         | 42,100   | report                      |
| 2009–10 | 20-12-2009 | Bundesliga    | HSV          | 2–1       | Werder       | Mathijsen 9', Jansen 36'                                                            | Naldo 90'                                                 | 57,000   | report                      |
| 2009–10 | 08-05-2010 | Bundesliga    | Werder       | 1–1       | HSV          | Pizarro 58'                                                                         | van Nistelrooy 82'                                        | 41,150   | report                      |
| 2010–11 | 25-09-2010 | Bundesliga    | Werder       | 3–2       | HSV          | Marin 25', Almeida 29', 86'                                                         | van Nistelrooy 59', Pitroipa                              | 36,300   | report                      |
| 2010–11 | 19-02-2011 | Bundesliga    | HSV          | 4–0       | Werder       | Petrić 42', Guerrero 64', 79', Ben-Hatira 89'                                       | -                                                         | 54,100   | report                      |
| 2011–12 | 10-09-2011 | Bundesliga    | Werder       | 2–0       | HSV          | Pizarro 52', 78'                                                                    | -                                                         | 41.600   | report                      |
| 2011–12 | 18-02-2012 | Bundesliga    | HSV          | 1–3       | Werder       | Petrić 76'                                                                          | Marin 9', Trybull 45', Arnautović 86'                     | 56.000   | report                      |
| 2012–13 | 01-09-2012 | Bundesliga    | Werder       | 2–0       | HSV          | Hunt 52', Petersen 67'                                                              | -                                                         | 42.100   | report                      |
| 2012–13 | 27-01-2013 | Bundesliga    | HSV          | 3–2       | Werder       | Szon 23', Aogo 46', Rudņevs 52'                                                     | Lukimya 9', Papasztathópulosz 54'                         | 56.000   | report                      |
| 2013–14 | 21-09-2013 | Bundesliga    | HSV          | 0–2       | Werder       | -                                                                                   | Petersen 32', 90'                                         | 53.300   | report                      |
| 2013–14 | 01-03-2014 | Bundesliga    | Werder       | 1–0       | HSV          | Junuzović 19'                                                                       | -                                                         | 42.100   | report                      |
| 2014–15 | 23-11-2014 | Bundesliga    | HSV          | 2–0       | Werder       | Rudņevs 83', Wolf 90' (o.g.)                                                        | -                                                         | 53.300   | report                      |
| 2014–15 | 19-04-2015 | Bundesliga    | Werder       | 1–0       | HSV          | di Santo 84'                                                                        | -                                                         | 42.100   | report                      |
| 2015–16 | 28-11-2015 | Bundesliga    | Werder       | 1–3       | HSV          | Ujah 62'                                                                            | Iličević 3', Gregoritsch 27', N. Müller 68'               | 42.100   | report                      |
| 2015–16 | 22-04-2016 | Bundesliga    | HSV          | 2–1       | Werder       | Lasogga 5', 32'                                                                     | Ujah 65'                                                  | 57.000   | report                      |

## Egymás elleni mérleg
| Competition         | Games | HSV wins | Draws | Werder wins |
| ------------------- | ----- | -------- | ----- | ----------- |
| Bundesliga          | 104   | 34       | 33    | 37          |
| Oberliga Nord       | 32    | 12       | 7     | 13          |
| Német labdarúgókupa | 11    | 6        | 1     | 4*          |
| Német ligakupa      | 1     | 0        | 0     | 1           |
| UEFA Kupa           | 2     | 1        | 0     | 1           |
| Total               | 150   | 53       | 41    | 56          |

* 1–1, 120 perc után, a Werder büntetőkkel nyert.

## Fordítás
- Ez a szócikk részben vagy egészben  a   Nordderby című angol Wikipédia-szócikk ezen változatának fordításán alapul.  Az eredeti cikk szerkesztőit annak laptörténete sorolja fel. Ez a jelzés csupán a megfogalmazás eredetét és a szerzői jogokat jelzi, nem szolgál a cikkben szereplő információk forrásmegjelöléseként.